# Apanteles shivranginii
Apanteles shivranginii är en stekelart som först beskrevs av Sathe och Ingawale 1989.  Apanteles shivranginii ingår i släktet Apanteles och familjen bracksteklar. Inga underarter finns listade i Catalogue of Life.